# Philadelphia 76ers 1964-1965
La stagione 1964-65 dei Philadelphia 76ers fu la 16ª nella NBA per la franchigia.
I Philadelphia 76ers arrivarono terzi nella Eastern Division con un record di 40-40. Nei play-off vinsero la semifinale di division con i Cincinnati Royals (3-1), perdendo poi la finale di division con i Boston Celtics (4-3).

## Roster
| N° | Naz.                   | Ruolo | Sportivo         | Anno | Alt. | Peso |
| -- | ---------------------- | ----- | ---------------- | ---- | ---- | ---- |
| 5  | Stati Uniti (bandiera) | G     | Steve Courtin    | 1942 | 185  | 85   |
| 5  | Stati Uniti (bandiera) | G     | Paul Neumann     | 1938 | 185  | 79   |
| 10 | Stati Uniti (bandiera) | AC    | Red Kerr         | 1932 | 206  | 104  |
| 12 | Stati Uniti (bandiera) | GA    | Larry Jones      | 1942 | 188  | 82   |
| 13 | Stati Uniti (bandiera) | C     | Wilt Chamberlain | 1936 | 216  | 125  |
| 14 | Stati Uniti (bandiera) | GA    | Ben Warley       | 1940 | 196  | 91   |
| 15 | Stati Uniti (bandiera) | GA    | Hal Greer        | 1936 | 188  | 79   |
| 20 | Stati Uniti (bandiera) | A     | Dave Gambee      | 1937 | 198  | 98   |
| 21 | Stati Uniti (bandiera) | G     | Larry Costello   | 1931 | 185  | 84   |
| 22 | Stati Uniti (bandiera) | A     | Jerry Greenspan  | 1941 | 196  | 88   |
| 24 | Stati Uniti (bandiera) | G     | Al Bianchi       | 1932 | 191  | 84   |
| 25 | Stati Uniti (bandiera) | GA    | Chet Walker      | 1940 | 198  | 96   |
| 26 | Stati Uniti (bandiera) | AC    | Connie Dierking  | 1936 | 206  | 101  |
| 54 | Stati Uniti (bandiera) | AC    | Lucious Jackson  | 1941 | 206  | 109  |

## Staff tecnico
- Allenatore: Dolph Schayes
- Preparatore atletico: Al Domenico